# Gomphandra parviflora
Gomphandra parviflora là một loài thực vật có hoa trong họ Stemonuraceae. Loài này được (Blume) Valeton mô tả khoa học đầu tiên năm 1886.